# الكسندر ميلتون روس
الكسندر ميلتون روس هو عالم نبات كندي، ولد في 13 ديسمبر 1832 في بيلفي في كندا، وتوفي في 27 أكتوبر 1892 في ديترويت في الولايات المتحدة.